# Meijin 1977
Il Meijin 1977 è stata la seconda edizione del torneo goistico giapponese Meijin dopo il passaggio della sponsorizzazione dallo Yomiuri Shimbun allo Asahi Shimbun. 

## Qualificazioni
|  | Quarti di finale | Quarti di finale | Quarti di finale |                  |                  | Semifinali       | Semifinali | Semifinali |  |  | Finale | Finale | Finale |  |
|  |                  |                  |                  |                  |                  |                  |            |            |  |  |        |        |        |  |
|  | Hideo Okumura    | Hideo Okumura    | 0                |                  |                  |                  |            |            |  |  |        |        |        |  |
|  | Hideo Okumura    | Hideo Okumura    | 0                |                  |                  |                  |            |            |  |  |        |        |        |  |
|  | Ichiro Nabeshima | Ichiro Nabeshima | 1                |                  |                  |                  |            |            |  |  |        |        |        |  |
|  | Ichiro Nabeshima | Ichiro Nabeshima | 1                |                  | Ichiro Nabeshima | Ichiro Nabeshima | 0          |            |  |  |        |        |        |  |
|  |                  |                  |                  |                  | Ichiro Nabeshima | Ichiro Nabeshima | 0          |            |  |  |        |        |        |  |
|  |                  |                  | Kunihisa Honda   | Kunihisa Honda   | 1                |                  |            |            |  |  |        |        |        |  |
|  | Kunihisa Honda   | Kunihisa Honda   | Kunihisa Honda   | Kunihisa Honda   | 1                | 1                |            |            |  |  |        |        |        |  |
|  | Kunihisa Honda   | Kunihisa Honda   |                  |                  |                  |                  |            |            |  |  |        |        |        |  |
|  | Hisashi Seo      | Hisashi Seo      | 0                |                  |                  |                  |            |            |  |  |        |        |        |  |
|  | Hisashi Seo      | Hisashi Seo      | 0                |                  | Kunihisa Honda   | Kunihisa Honda   | 0          |            |  |  |        |        |        |  |
|  |                  |                  |                  |                  |                  |                  |            |            |  |  |        |        |        |  |
|  |                  |                  | Yukata Shiraishi | Yukata Shiraishi | 1                |                  |            |            |  |  |        |        |        |  |
|  | Satoru Kobayashi | Satoru Kobayashi | Yukata Shiraishi | Yukata Shiraishi | 1                | 0                |            |            |  |  |        |        |        |  |
|  | Satoru Kobayashi | Satoru Kobayashi |                  |                  |                  |                  |            |            |  |  |        |        |        |  |
|  | Yukata Shiraishi | Yukata Shiraishi | 1                |                  |                  |                  |            |            |  |  |        |        |        |  |
|  | Yukata Shiraishi | Yukata Shiraishi | 1                |                  | Yukata Shiraishi | Yukata Shiraishi | 1          |            |  |  |        |        |        |  |
|  |                  |                  |                  |                  | Yukata Shiraishi | Yukata Shiraishi | 1          |            |  |  |        |        |        |  |
|  |                  |                  | Takaho Kojima    | Takaho Kojima    | 0                |                  |            |            |  |  |        |        |        |  |
|  | Takaho Kojima    | Takaho Kojima    | Takaho Kojima    | Takaho Kojima    | 0                | 1                |            |            |  |  |        |        |        |  |
|  | Takaho Kojima    | Takaho Kojima    |                  |                  |                  |                  |            |            |  |  |        |        |        |  |
|  | Michihiro Morita | Michihiro Morita | 0                |                  |                  |                  |            |            |  |  |        |        |        |  |

|  | Quarti di finale  | Quarti di finale  | Quarti di finale |              |                   | Semifinali        | Semifinali | Semifinali |  |  | Finale | Finale | Finale |  |
|  |                   |                   |                  |              |                   |                   |            |            |  |  |        |        |        |  |
|  | Hideyuki Fujisawa | Hideyuki Fujisawa | 1                |              |                   |                   |            |            |  |  |        |        |        |  |
|  | Hideyuki Fujisawa | Hideyuki Fujisawa | 1                |              |                   |                   |            |            |  |  |        |        |        |  |
|  | Kaku Takagawa     | Kaku Takagawa     | 0                |              |                   |                   |            |            |  |  |        |        |        |  |
|  | Kaku Takagawa     | Kaku Takagawa     | 0                |              | Hideyuki Fujisawa | Hideyuki Fujisawa | 0          |            |  |  |        |        |        |  |
|  |                   |                   |                  |              | Hideyuki Fujisawa | Hideyuki Fujisawa | 0          |            |  |  |        |        |        |  |
|  |                   |                   | Akira Ishida     | Akira Ishida | 1                 |                   |            |            |  |  |        |        |        |  |
|  | Akira Ishida      | Akira Ishida      | Akira Ishida     | Akira Ishida | 1                 | 1                 |            |            |  |  |        |        |        |  |
|  | Akira Ishida      | Akira Ishida      |                  |              |                   |                   |            |            |  |  |        |        |        |  |
|  | Yoshiaki Nagahara | Yoshiaki Nagahara | 0                |              |                   |                   |            |            |  |  |        |        |        |  |
|  | Yoshiaki Nagahara | Yoshiaki Nagahara | 0                |              | Akira Ishida      | Akira Ishida      | 0          |            |  |  |        |        |        |  |
|  |                   |                   |                  |              |                   |                   |            |            |  |  |        |        |        |  |
|  |                   |                   | Cho Chikun       | Cho Chikun   | 1                 |                   |            |            |  |  |        |        |        |  |
|  | Norio Kudo        | Norio Kudo        | Cho Chikun       | Cho Chikun   | 1                 | 1                 |            |            |  |  |        |        |        |  |
|  | Norio Kudo        | Norio Kudo        |                  |              |                   |                   |            |            |  |  |        |        |        |  |
|  | Kaoru Iwamoto     | Kaoru Iwamoto     | 0                |              |                   |                   |            |            |  |  |        |        |        |  |
|  | Kaoru Iwamoto     | Kaoru Iwamoto     | 0                |              | Norio Kudo        | Norio Kudo        | 0          |            |  |  |        |        |        |  |
|  |                   |                   |                  |              | Norio Kudo        | Norio Kudo        | 0          |            |  |  |        |        |        |  |
|  |                   |                   | Cho Chikun       | Cho Chikun   | 1                 |                   |            |            |  |  |        |        |        |  |
|  | Shoji Sakakibara  | Shoji Sakakibara  | Cho Chikun       | Cho Chikun   | 1                 | 0                 |            |            |  |  |        |        |        |  |
|  | Shoji Sakakibara  | Shoji Sakakibara  |                  |              |                   |                   |            |            |  |  |        |        |        |  |
|  | Cho Chikun        | Cho Chikun        | 1                |              |                   |                   |            |            |  |  |        |        |        |  |

|  | Quarti di finale    | Quarti di finale    | Quarti di finale |                |                | Semifinali     | Semifinali | Semifinali |  |  | Finale | Finale | Finale |  |
|  |                     |                     |                  |                |                |                |            |            |  |  |        |        |        |  |
|  | Masao Katō          | Masao Katō          | 1                |                |                |                |            |            |  |  |        |        |        |  |
|  | Masao Katō          | Masao Katō          | 1                |                |                |                |            |            |  |  |        |        |        |  |
|  | Toshihiro Shimamura | Toshihiro Shimamura | 0                |                |                |                |            |            |  |  |        |        |        |  |
|  | Toshihiro Shimamura | Toshihiro Shimamura | 0                |                | Masao Kato     | Masao Kato     | 1          |            |  |  |        |        |        |  |
|  |                     |                     |                  |                | Masao Kato     | Masao Kato     | 1          |            |  |  |        |        |        |  |
|  |                     |                     | Goro Miyazawa    | Goro Miyazawa  | 0              |                |            |            |  |  |        |        |        |  |
|  | Goro Miyazawa       | Goro Miyazawa       | Goro Miyazawa    | Goro Miyazawa  | 0              | 1              |            |            |  |  |        |        |        |  |
|  | Goro Miyazawa       | Goro Miyazawa       |                  |                |                |                |            |            |  |  |        |        |        |  |
|  | Tatsuaki Iwata      | Tatsuaki Iwata      | 0                |                |                |                |            |            |  |  |        |        |        |  |
|  | Tatsuaki Iwata      | Tatsuaki Iwata      | 0                |                | Masao Kato     | Masao Kato     | 1          |            |  |  |        |        |        |  |
|  |                     |                     |                  |                |                |                |            |            |  |  |        |        |        |  |
|  |                     |                     | Toshiro Yamabe   | Toshiro Yamabe | 0              |                |            |            |  |  |        |        |        |  |
|  | Katsuji Kada        | Katsuji Kada        | Toshiro Yamabe   | Toshiro Yamabe | 0              | 0              |            |            |  |  |        |        |        |  |
|  | Katsuji Kada        | Katsuji Kada        |                  |                |                |                |            |            |  |  |        |        |        |  |
|  | Toshiro Yamabe      | Toshiro Yamabe      | 1                |                |                |                |            |            |  |  |        |        |        |  |
|  | Toshiro Yamabe      | Toshiro Yamabe      | 1                |                | Toshiro Yamabe | Toshiro Yamabe | 1          |            |  |  |        |        |        |  |
|  |                     |                     |                  |                | Toshiro Yamabe | Toshiro Yamabe | 1          |            |  |  |        |        |        |  |
|  |                     |                     | Hosai Fujisawa   | Hosai Fujisawa | 0              |                |            |            |  |  |        |        |        |  |
|  | Shoji Hashimoto     | Shoji Hashimoto     | Hosai Fujisawa   | Hosai Fujisawa | 0              | 0              |            |            |  |  |        |        |        |  |
|  | Shoji Hashimoto     | Shoji Hashimoto     |                  |                |                |                |            |            |  |  |        |        |        |  |
|  | Hosai Fujisawa      | Hosai Fujisawa      | 1                |                |                |                |            |            |  |  |        |        |        |  |

## Torneo
- W indica vittoria col bianco
- B indica vittoria col nero
- X indica la sconfitta
- +R indica che la partita si è conclusa per abbandono
- +N indica lo scarto dei punti a fine partita
- +F indica la vittoria per forfeit
- +? indica una vittoria con scarto sconosciuto
- V indica una vittoria in cui non si conosce scarto e colore del giocatore

| Giocatore        | Y.I.  | R.K.  | E.S.  | U.H.   | S.K. | T.K.  | M.K.  | Y.S.  | C.C.  | Risultato | Note                    |
| ---------------- | ----- | ----- | ----- | ------ | ---- | ----- | ----- | ----- | ----- | --------- | ----------------------- |
| Yoshio Ishida    | –     | X     | W+R   | B+R    | B+R  | W+3,5 | X     | B+3,5 | B+6,5 | 6-2       |                         |
| Rin Kaiho        | B+4,5 | –     | X     | B+7,5  | W+R  | W+R   | W+6,5 | B+R   | B+R   | 7-1       | Qualificato alla finale |
| Eio Sakata       | X     | B+1,5 | –     | B+R    | X    | B+R   | X     | W+R   | W+R   | 5-3       |                         |
| Utaro Hashimoto  | X     | X     | X     | –      | B+R  | W+R   | B+R   | B+R   | X     | 4-4       |                         |
| Shuchi Kubouchi  | X     | X     | B+R   | X      | –    | X     | B+R   | X     | X     | 2-6       | Retrocesso              |
| Takeo Kajiwara   | X     | X     | X     | X      | W+R  | –     | X     | B+R   | W+R   | 3-5       |                         |
| Masao Katō       | B+R   | X     | B+1,5 | X      | X    | B+6,5 | –     | W+R   | W+R   | 5-3       |                         |
| Yutaka Shiraishi | X     | X     | X     | X      | B+R  | X     | X     | –     | X     | 1-7       | Retrocesso              |
| Cho Chikun       | X     | X     | X     | W+10,5 | B+R  | X     | X     | W+R   | –     | 3-5       | Retrocesso              |

## Finale
La finale è stata una sfida al meglio delle sette partite. 